# Georgi Sławkow
Georgi Sławkow (ur. 11 września 1958 w Musomiszcie zm. 21 stycznia 2014 w Płowdiwie) – bułgarski piłkarz, reprezentant kraju, grający na pozycji napastnika. 

## Kariera klubowa
Sławkow przygodę z futbolem rozpoczął w 1972 w zespole Trakija Stambolijski. Od 1973 występował w juniorskich drużynach Botew Płowdiw. Od sezonu 1976/77 stał się członkiem pierwszego zespołu Botewu, znanego wtedy jako Trakija. Jako piłkarz Trakiji sięgnął po Puchar Bułgarii w sezonie 1980/81. 
Sezon 1979/80 spędził w CSKA Sofii, z którą zdobył pierwsze w karierze mistrzostwo Pyrwa profesionałna futbołna liga. W Botewie/Trakiji występował do 1982, sięgając m.in. po koronę króla strzelców Pyrwa profesionałna futbołna liga w sezonie 1980/81 (31 bramek). Pomogło mu to zdobyć Europejski Złoty But, czyli nagrodę dla najlepszego strzelca w ligach europejskich. Łącznie dla Botewu wystąpił w 112 spotkaniach, w których 61 razy zdobył bramkę. 
W 1982 przeszedł do CSKA Sofia. Z ekipą ze stolicy kraju odniósł największe drużynowe sukcesy w karierze. Po raz drugi w barwach Wojskowych wygrał Pyrwa profesionałna futbołna liga w sezonie 1982/83. Dwa razy podnosił również Puchar Bułgarii wywalczony w sezonach 1982/83 i 1984/85.
W 1986 wyjechał do Francji, gdzie dołączył do AS Saint-Étienne. Tam zagrał w 16 spotkaniach Ligue 1, po czym przeszedł do portugalskiego GD Chaves. Grał w nim przez pięć lat i w 89 spotkaniach na poziomie Primeira Liga strzelił 15 bramek. Karierę piłkarską zakończył w 1993 w Botewie.
| Sezon   | Klub             | Kraj       | Rozgrywki                         | Mecze | Bramki |
| ------- | ---------------- | ---------- | --------------------------------- | ----- | ------ |
| 1976/77 | Botew Płowdiw    | Bułgaria   | Pyrwa profesionałna futbołna liga |       |        |
| 1977/78 | Botew Płowdiw    | Bułgaria   | Pyrwa profesionałna futbołna liga |       |        |
| 1978/79 | Botew Płowdiw    | Bułgaria   | Pyrwa profesionałna futbołna liga |       | 12     |
| 1979/80 | Botew Płowdiw    | Bułgaria   | Pyrwa profesionałna futbołna liga |       |        |
| 1979/80 | CSKA Sofia       | Bułgaria   | Pyrwa profesionałna futbołna liga | 9     | 5      |
| 1980/81 | Botew Płowdiw    | Bułgaria   | Pyrwa profesionałna futbołna liga | 23    | 31     |
| 1981/82 | Botew Płowdiw    | Bułgaria   | Pyrwa profesionałna futbołna liga |       |        |
| 1982/83 | CSKA Sofia       | Bułgaria   | Pyrwa profesionałna futbołna liga | 26    | 7      |
| 1983/84 | CSKA Sofia       | Bułgaria   | Pyrwa profesionałna futbołna liga | 24    | 17     |
| 1984/85 | CSKA Sofia       | Bułgaria   | Pyrwa profesionałna futbołna liga | 21    | 8      |
| 1985/86 | CSKA Sofia       | Bułgaria   | Pyrwa profesionałna futbołna liga | 21    | 10     |
| 1986/87 | AS Saint-Étienne | Francja    | Ligue 1                           | 16    | 0      |
| 1987/88 | GD Chaves        | Portugalia | Primeira Liga                     | 15    | 2      |
| 1988/89 | GD Chaves        | Portugalia | Primeira Liga                     | 27    | 6      |
| 1989/90 | GD Chaves        | Portugalia | Primeira Liga                     | 22    | 2      |
| 1990/91 | GD Chaves        | Portugalia | Primeira Liga                     | 21    | 4      |
| 1991/92 | GD Chaves        | Portugalia | Primeira Liga                     | 4     | 1      |
| 1992/93 | Botew Płowdiw    | Bułgaria   | Pyrwa profesionałna futbołna liga | 5     | 0      |

## Kariera reprezentacyjna
Po raz pierwszy w reprezentacji Bułgarii Sławkow zagrał 22 lutego 1978. Przeciwnikiem była reprezentacja Szkocji, a mecz zakończył się porażką Bułgarów 1:2. 
Uczestniczył wraz z kadrą w eliminacjach do Mistrzostw Świata 1982 (6 spotkań). Zagrał także łącznie w 5 spotkaniach eliminacyjnych do mistrzostw Europy 1980 i 1984. Po raz ostatni w drużynie narodowej wystąpił 7 września 1983 w meczu z Norwegią, wygranym 2:1.
Łącznie w latach 1979–1983 Sławkow zagrał dla Bułgarii w 37 spotkaniach, w których strzelił 11 bramek. 
| Mecze i gole w reprezentacji | Mecze i gole w reprezentacji | Mecze i gole w reprezentacji | Mecze i gole w reprezentacji | Mecze i gole w reprezentacji | Mecze i gole w reprezentacji | Mecze i gole w reprezentacji |
| #                            | Data                         | Miasto                       | Przeciwnik                   | Gol                          | Wynik                        | Rozgrywki                    |
| ---------------------------- | ---------------------------- | ---------------------------- | ---------------------------- | ---------------------------- | ---------------------------- | ---------------------------- |
| 1.                           | 22.02.1978                   | Glasgow                      | Szkocja                      |                              | 1:2                          | towarzyski                   |
| 2.                           | 31.05.1978                   | Sofia                        | Rumunia                      |                              | 1:1                          | Puchar Bałkanów              |
| 3.                           | 04.08.1978                   | Warna                        | Rumunia                      |                              | 2:0                          | towarzyski                   |
| 4.                           | 30.08.1978                   | Erfurt                       | NRD                          |                              | 2:2                          | towarzyski                   |
| 5.                           | 11.10.1978                   | Kopenhaga                    | Dania                        |                              | 2:2                          | El. ME 1980                  |
| 6.                           | 29.11.1978                   | Sofia                        | Irlandia Północna            |                              | 0:2                          | El. ME 1980                  |
| 7.                           | 16.01.1979                   | Larnaka                      | Cypr                         |                              | 1:0                          | towarzyski                   |
| 8.                           | 14.02.1979                   | Błagojewgrad                 | Rumunia                      |                              | 2:1                          | towarzyski                   |
| 9.                           | 28.02.1979                   | Burgas                       | NRD                          |                              | 1:0                          | towarzyski                   |
| 10.                          | 28.03.1979                   | Plewen                       | ZSRR                         |                              | 0:0                          | towarzyski                   |
| 11.                          | 18.04.1979                   | Burgas                       | Czechosłowacja               |                              | 1:0                          | El. IO 1980                  |
| 12.                          | 05.05.1979                   | Praga                        | Czechosłowacja               |                              | 0:4                          | El. IO 1980                  |
| 13.                          | 08.03.1980                   | Kaifan                       | Kuwejt                       |                              | 1:1                          | towarzyski                   |
| 14.                          | 26.03.1980                   | Sofia                        | ZSRR                         |                              | 1:3                          | towarzyski                   |
| 15.                          | 14.05.1980                   | Ateny                        | Grecja                       |                              | 0:0                          | towarzyski                   |
| 16.                          | 10.09.1980                   | Warna                        | Rumunia                      | Gol                          | 1:2                          | towarzyski                   |
| 17.                          | 24.09.1980                   | Burgas                       | Szwecja                      |                              | 2:3                          | towarzyski                   |
| 18.                          | 19.10.1980                   | Sofia                        | Albania                      | Gol                          | 2:1                          | El. MŚ 1982                  |
| 19.                          | 03.12.1980                   | Sofia                        | RFN                          |                              | 1:3                          | El. MŚ 1982                  |
| 20.                          | 27.01.1981                   | Quito                        | Ekwador                      | Gol                          | 3:1                          | towarzyski                   |
| 21.                          | 01.02.1981                   | La Paz                       | Boliwia                      | Gol                          | 3:1                          | towarzyski                   |
| 22.                          | 12.02.1981                   | Lima                         | Peru                         |                              | 2:1                          | towarzyski                   |
| 23.                          | 25.03.1981                   | Subotica                     | Jugosławia                   | Gol                          | 1:2                          | towarzyski                   |
| 24.                          | 29.04.1981                   | Plewen                       | Norwegia                     |                              | 1:0                          | towarzyski                   |
| 25.                          | 13.05.1981                   | Sofia                        | Finlandia                    | Gol · Gol                    | 4:0                          | El. MŚ 1982                  |
| 26.                          | 28.05.1981                   | Wiedeń                       | Austria                      |                              | 0:2                          | El. MŚ 1982                  |
| 27.                          | 09.09.1981                   | Bukareszt                    | Rumunia                      |                              | 2:1                          | towarzyski                   |
| 28.                          | 23.09.1981                   | Bolonia                      | Włochy                       |                              | 2:3                          | towarzyski                   |
| 29.                          | 14.10.1981                   | Tirana                       | Albania                      | Gol                          | 2:0                          | El. MŚ 1982                  |
| 30.                          | 11.11.1981                   | Sofia                        | Austria                      |                              | 0:0                          | El. MŚ 1982                  |
| 31.                          | 07.09.1982                   | St. Gallen                   | Szwajcaria                   |                              | 2:3                          | towarzyski                   |
| 32.                          | 14.10.1982                   | Sofia                        | Malta                        | Gol · Gol · Gol              | 7:0                          | towarzyski                   |
| 33.                          | 27.10.1982                   | Sofia                        | Norwegia                     |                              | 2:2                          | El. ME 1984                  |
| 34.                          | 27.04.1983                   | Wrexham                      | Walia                        |                              | 0:1                          | El. ME 1984                  |
| 35.                          | 07.08.1983                   | Paryż                        | Algieria                     |                              | 3:2                          | towarzyski                   |
| 36.                          | 31.08.1983                   | Marousi                      | Grecja                       |                              | 3:2                          | towarzyski                   |
| 37.                          | 07.09.1983                   | Oslo                         | Norwegia                     |                              | 2:1                          | El. ME 1984                  |

## Sukcesy

### Indywidualne
- Król strzelców Pyrwa profesionałna futbołna liga (1): 1980/81 (31 bramek)
- Europejski Złoty But (1): 1981

### Drużynowe
Botew Płowdiw
- Puchar Bułgarii (1): 1980/81
- Finał Pucharu Bułgarii (1): 1992/93

CSKA Sofia
- Mistrzostwo Pyrwa profesionałna futbołna liga (2): 1979/80, 1982/83
- Puchar Bułgarii (2): 1982/83, 1984/85